# San Antonio el Encanto
San Antonio el Encanto är en ort i Mexiko.   Den ligger i kommunen Pantelhó och delstaten Chiapas, i den sydöstra delen av landet, 800 km öster om huvudstaden Mexico City. San Antonio el Encanto ligger 887 meter över havet och antalet invånare är 109.
Terrängen runt San Antonio el Encanto är kuperad åt nordväst, men åt sydost är den bergig. Terrängen runt San Antonio el Encanto sluttar norrut. Runt San Antonio el Encanto är det ganska tätbefolkat, med 111 invånare per kvadratkilometer. Närmaste större samhälle är Pantelhó, 1,9 km söder om San Antonio el Encanto. I omgivningarna runt San Antonio el Encanto växer i huvudsak städsegrön lövskog.